# هیولای لخ‌نس

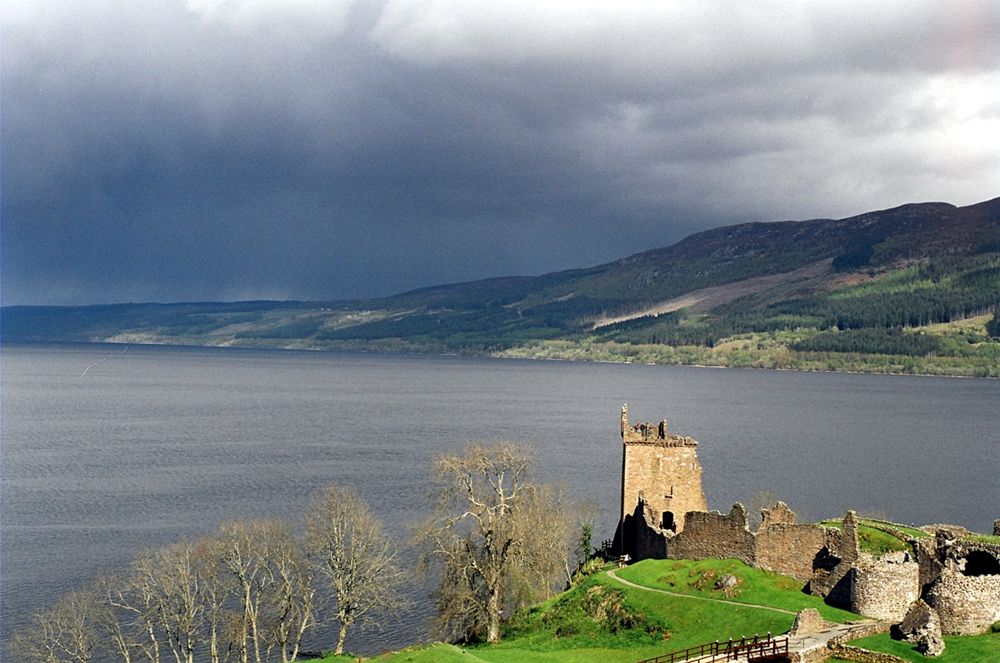
دریاچه لخ‌نس

هیولای لُخ‌نس (به انگلیسی: Loch Ness Monster) که در بین مردم بریتانیا بیشتر با نام نِسی (به انگلیسی: Nessie) معروف است، موجودی عظیم‌الجثه و ماقبل‌تاریخی می‌باشد که گفته می‌شود در آب‌های عمیق دریاچهٔ نس (به انگلیسی: Loch Ness) واقع در اسکاتلند زندگی می‌کند.

در سال ۲۰۰۵ به وسیله George Eberhart در مقاله ای که برای journal of scientific exploration نوشته بود ۱۰ نوع کریپتید را با شش مورد استثنا مشخص کرد که این جانور در طبقه ۷ قرار می‌گیرد یعنی جاندارانی که نه فسیلی از آنها وجود دارد و نه می‌توان انهارا به گونه‌های شناخته شده دیگر ارتباط داد.